# Central Professional Hockey League 1965-1966
La stagione 1965-1966 è stata la 3ª edizione della Central Professional Hockey League, lega di sviluppo creata dalla National Hockey League per far crescere i giocatori delle proprie franchigie. La stagione vide al via sei formazioni e al termine dei playoff gli Oklahoma City Blazers conquistarono la loro prima Adams Cup.

## Squadre partecipanti
Rispetto alla stagione precedente i St. Paul Rangers diventarono i Minnesota Rangers, gli Omaha Knights gli Houston Apollos, mentre i Minneapolis Bruins divennero gli Oklahoma City Blazers.
- Houston Apollos
- Memphis Wings
- Minnesota Rangers
- Oklahoma C. Blazers
- St. Louis Braves
- Tulsa Oilers

## Stagione regolare
|  | Pos. | Squadra             | Pt | G  | V  | S  | N  | GF  | GS  | DR  |
|  | ---- | ------------------- | -- | -- | -- | -- | -- | --- | --- | --- |
|  | 1.   | Minnesota Rangers   | 79 | 70 | 34 | 25 | 11 | 229 | 197 | +32 |
|  | 2.   | Oklahoma C. Blazers | 75 | 70 | 31 | 26 | 13 | 188 | 203 | -15 |
|  | 3.   | Tulsa Oilers        | 70 | 70 | 29 | 29 | 12 | 218 | 198 | +20 |
|  | 4.   | St. Louis Braves    | 69 | 70 | 30 | 31 | 9  | 226 | 217 | +9  |
|  | 5.   | Houston Apollos     | 65 | 70 | 27 | 32 | 11 | 221 | 244 | -23 |
|  | 6.   | Memphis Wings       | 62 | 70 | 25 | 33 | 12 | 200 | 223 | -23 |

Legenda:

      Ammesse ai Playoff
Note:

Due punti a vittoria, un punto a pareggio, zero a sconfitta.

## Playoff
|  | Semifinali | Semifinali            | Semifinali |                       |   | Finale       | Finale | Finale |  |
|  |            |                       |            |                       |   |              |        |        |  |
|  | 1          | Minnesota Rangers     | 3          |                       |   |              |        |        |  |
|  | 1          | Minnesota Rangers     | 3          |                       |   |              |        |        |  |
|  | 3          | Tulsa Oilers          | 4          |                       |   |              |        |        |  |
|  | 3          | Tulsa Oilers          | 4          |                       | 3 | Tulsa Oilers | 0      |        |  |
|  |            |                       |            |                       | 3 | Tulsa Oilers | 0      |        |  |
|  |            |                       | 2          | Oklahoma City Blazers | 4 |              |        |        |  |
|  | 2          | Oklahoma City Blazers | 2          | Oklahoma City Blazers | 4 | 4            |        |        |  |
|  | 2          | Oklahoma City Blazers |            |                       |   |              |        |        |  |
|  | 4          | St. Louis Braves      | 1          |                       |   |              |        |        |  |

## Premi CPHL
- Adams Cup: Oklahoma City Blazers
- Most Valuable Defenseman Award: Al LeBrun (Minnesota Rangers)
- Most Valuable Player Award: Art Stratton (St. Louis Braves)
- Rookie of the Year: Doug Roberts (Memphis Wings)